# Mathieu Madénian
Mathieu Madénian, né le 23 juillet 1976 à Perpignan, est un humoriste, comédien et chroniqueur français. Il a effectué de nombreuses chroniques à la radio, sur Europe 1, ainsi qu'à la télévision, sur France 2, France 4, C8 et W9.

## Biographie
Son père, vendeur de pneus, est d'origine arménienne ; sa mère a des racines allemandes et exerce la profession d'assistante sociale. Mathieu Madénian a grandi à Saleilles, une ville de la banlieue de Perpignan, où il obtient son bac scientifique avec mention très bien, puis un DEA en sciences criminelles et un DESS (diplôme d'études supérieures spécialisées) en psychiatrie criminelle. À 25 ans, après avoir exercé la profession d'avocat, il quitte son métier pour se tourner vers la comédie,.
Il commence une carrière de comédien dans la série Un gars, une fille. Entre 2000 et 2003, il y joue diverses voix off. Il incarne différents personnages (passant, automobiliste, professeur, client, pilote, vacancier, etc.) en étant physiquement présent mais très souvent filmé de dos. Ensuite, il écrit plusieurs one-man-shows mis en scène par Kader Aoun, où il se produit notamment au théâtre du Point-Virgule, puis au Théâtre Trévise jusqu'en mars 2012 et en tournée jusqu'en décembre 2014.
De 2010 à 2011, il intervient dans Le Grand Direct des Médias de Jean-Marc Morandini sur Europe 1[réf. nécessaire]. À partir de septembre 2010 jusqu'en mai 2014, Mathieu Madénian participe également à l'émission de divertissement Vivement dimanche prochain présentée par Michel Drucker et diffusée sur France 2. Il y tient une chronique humoristique en alternance avec Anne Roumanoff, Nicolas Canteloup ou Éric Antoine,. Il devient à la rentrée 2011 jusqu'en mai 2013 chroniqueur dans l'émission Faites entrer l'invité de Michel Drucker sur Europe 1.
En septembre 2011, lors d'une émission Morandini ! sur Direct 8, il traite les électeurs du Front national de « fils de pute ». N'ayant nullement soutenu que le propos litigieux aurait été humoristique, il a été condamné à verser 1 000 euros de dommages et intérêts au parti et 1 500 euros pour les frais de justice.
Depuis septembre 2014, il collabore à Charlie Hebdo où il publie une chronique hebdomadaire. Il échappe à l'attentat du 7 janvier 2015 de Charlie Hebdo, il devait se rendre à la rédaction ce jour-là, mais sa télé est tombée en panne et il attendait le réparateur. Un contretemps qui lui a sauvé la vie.
Il participe à la vidéo Imagine Paris, où, avec une trentaine d'autres youtubers, il reprend Imagine de John Lennon.
À partir de 2016, il crée une pastille humoristique avec son ami Thomas VDB, intitulée Le Message de Madénian et VDB d'abord diffusée dans l'émission Actuality sur France 2, puis pour W9 dès mars 2017 après qu'une pastille traitant des affaires Fillon et Le Pen a été refusée par France 2,.
De 2018 à 2020, il joue dans la série Les Bracelets rouges (3 saisons diffusées sur TF1). À partir de 2019, il présente Génération Paname, une émission diffusée sur France 2 qui fait découvrir de jeunes artistes de stand-up.
Entre 2022 et 2023 il apparaît régulièrement sur RTL Matin (chaque mardi), avec la pastille humoristique « RTL sans filtre ».
En mai 2023  il annonce attendre l’arrivée de son premier enfant, un fils né en juillet 2023, de son mariage avec Olivia Madenian.
Depuis décembre 2023 et jusqu’à aujourd’hui (2025)  : il est le présentateur de Top Comedy Club sur Culturebox (France TV), une émission de stand-up itinérante à travers la France.
En juin 2025, il déclare que la paternité a eu un impact profond sur lui, l’amenant à se remettre en question avec humour et bienveillance dans un 4eme spectacle, appelé « Mathieu Madenian, à pleurer de rire] ».
En 2025, il apparait dans le feuilleton musical « Tout pour la lumière », coproduit par TF1 et Netflix, qui suit le quotidien du Studio Lumière à La Ciotat, une école de chant et de danse où des jeunes talents vivent leurs rêves. Il interprète le rôle de Roman Vincon, directeur du label RV Records.

### Vie privée
Il est père d'un fils né en 2023,. Issue de son union avec Olivia Madenian.

## Carrière

### Carrière médiatique

#### Radio
- 2007 : Made in Blagues sur Rire et Chansons
- 2009 : Nouveaux Talents sur Rire et Chansons
- 2010 : Europe 1 Soir de Nicolas Demorand sur Europe 1 : chroniqueur et auteur
- 2010-2011 : Le Grand Direct des Médias de Jean-Marc Morandini sur Europe 1 : chroniqueur et auteur
- 2011-2013 : Faites entrer l'invité de Michel Drucker sur Europe 1 : chroniqueur
- 2022-2023 : RTL Matin : chroniqueur (chaque mardi à 7 h 20 pour la pastille humoristique « RTL sans filtre »)[16]
- 2025 : À pleurer de rire

#### Télévision
- 2004 : Attention ça tourne : chroniqueur et auteur
- 2007 : Les Agités du bocal présentée par Alexis Trégarot et Stéphane Blakowski sur France 4 : chroniqueur et auteur, rôle du chauffeur de salle
- 2008 : Pliés en 4 présentée par Cyril Hanouna sur France 4 : chroniqueur et auteur
- 2009 : L'habit ne fait pas Lemoine présentée par Jean-Luc Lemoine : chroniqueur et auteur
- 2010-2014 : Vivement dimanche prochain présentée par Michel Drucker sur France 2 : chroniqueur et auteur
- 2012 : La Chaîne de la Fin du Monde le 21 décembre sur Syfy : comédien
- 2016-2017 : AcTualiTy présentée par Thomas Thouroude sur France 2 : chronique humoristique avec Thomas VDB
- 2017 : Le Message de Madénian et VDB sur W9 : chronique humoristique avec Thomas VDB
- 2017 : Les Terriens du dimanche ! sur C8 : chroniqueur
- Depuis 2019 : Génération Paname sur France 2 : présentateur
- Depuis décembre 2023 : Top Comedy Club (Culturebox – France Télévisions): présentateur

### Carrière artistique

#### Théâtre
- 2004-2005 : Tout va bien se passer, café-théâtre La Providence
- 2006-2008 : L'Amour en Kit, théâtre des Blancs-Manteaux, théâtre du Temple
- 2008 : La Route du Rire Première partie d'Anne Roumanoff, Titoff, Anthony Kavanagh, Patrick Bosso, Gérald Dahan, Jean-Luc Lemoine…
- 2009 : Stand Up, café-théâtre Le Paname
- 2010-2011 : One Man Show, mise en scène Kader Aoun, théâtre du Point-Virgule
- 2011-2012 : One Man Show, mise en scène Kader Aoun, théâtre Trévise
- 2012-2015 : One Man Show, mise en scène Kader Aoun, La Tournée en France, en Belgique et en Suisse
- 2016-2017 : En état d'urgence, mise en scène de Kader Aoun, Théâtre Apollo
- 2018 : En état d'urgence, tournée en France et pays francophones
- 2019-2020 : Mathieu Madenian, Spectacle familial, mise en scène Kader Aoun, théâtre du Rond-Point
- 2024-2025: Mathieu Madenian, À pleurer de rire, théâtre Le Solo
- 2026: Tournée francophone à venir

#### Télévision
- 2000-2003 : Un gars, une fille avec Jean Dujardin et Alexandra Lamy : voix off et amorce, joue plusieurs personnages
- 2007 : Jamel Comedy Club saison 2 présentée par Jamel Debbouze : comédien
- 2011 : La Pire Semaine de ma vie de Frédéric Auburtin : le vidéaste/le réalisateur vidéo (2 épisodes)
- 2011 : À la maison pour Noël de Christian Merret-Palmair : l'ambulancier
- 2016 : Marjorie de Mona Achache (épisode 3)
- 2016 : Parents mode d'emploi : Maxime Roussel
- 2017 : Scènes de ménages, enfin à la montagne! : Greg, le coach d'aquagym
- 2017 : Marjorie de Mona Achache (épisode 5)
- 2018 : Les Bracelets rouges de Nicolas Cuche : Romain
- 2018 : Scènes de ménages : Ça s'enguirlande pour Noël !
- 2019 : Infidèle de Didier Le Pêcheur
- 2019 : Crimes parfaits de Nicolas Herdt (saison 3, épisode 2 : Trop beau pour être vrai)
- 2020 : Capitaine Marleau de Josée Dayan (saison 4, épisode 1 : La Cité des âmes en peine)
- 2021 : Gloria de Julien Colonna
- 2021 : Le Furet de Thomas Sorriaux
- 2021 : L'Art du crime : Victor Chinsky (saison 5, épisode 2 : Le code Delacroix)
- 2021 : Face à face de July Hygreck et Julien Zidi
- 2022 : Candice Renoir : Julien Morlon (hors-série 1 : Chacun dirige l'eau vers son moulin)
- 2022 : Tous Inconnus de Nicolas Hourès : lui-même
- 2022 : 1H30 Max de Léo Grandperret : le psy
- 2023 : La Vie, l'amour, tout de suite de Nicolas Cuche : professeur de pâtisserie
- 2023 : Un gars, une fille (au pluriel) : un gars
- 2024 : Meurtres à Nîmes d'Anne Péjean : Commissaire Nivart
- 2024 : Panique au 31 de Gaël Leforestier : Ludo
- 2025 : Rien ne t'efface de Jérôme Cornuau : Ludo
- 2025 : Tout pour la lumière : Roman Vinçon

#### Cinéma
- 2013 : Les Gazelles de Mona Achache : le demandeur d'emploi
- 2014 : Tu veux ou tu veux pas de Tonie Marshall : le chauffeur de taxi
- 2016 : Adopte un veuf de François Desagnat : Arnaud
- 2016 : Marseille de Kad Merad : le maître d'hôtel
- 2023 : La Vie pour de vrai de Dany Boon : chauffeur de taxi clandestin
- 2023 : Pour l'honneur de Philippe Guillard : Dédé

#### Auteur
- Le Pire de l'année, Le Cherche-Midi, coll. « Sens de l'humour », 2013
- De pire en pire, Le Cherche-Midi, coll. « Sens de l'humour », 2014
- Allez tous vous faire enculer, First, coll. « Humour First », 2017